# Jonathan Zebina
Jonathan Zebina (Párizs, 1978. július 19. –), visszavonult francia válogatott labdarúgó, védő poszton játszott.